# Козацьке звичаєве право
Козацьке звичаєве право — сукупність норм поведінки, вироблена у процесі виникнення козацтва та перетворення його на велику суспільну групу (XVI—XVIII ст.). Застосовувалося в діяльності національних військово-адміністративних і судових установ. Особливого поширення набуло в побуті запорожців, а також козацьких формувань Ліво та Правобережжя, Слобожанщини, згодом у південних районах. Для козаків ним передбачалися так звані «вольності». За умов монархічної форми правління козацьке звичаєве право на території України поступово звелося нанівець. Окремі його норми зафіксовані у «Правах, за якими судиться малоросійський народ», «Екстракті малоросійських прав» (1767) та інших збірках нормативних актів.

## Кримінальне звичаєве право

### Запорозька Січ
Серед покарань за злочини у Запорозькій Січі зокрема існували наступні:
— Злочини проти життя: найтяжчим вважалося вбивство козаком козака, за здійснення якого обвинуваченого закопували в землю живцем разом із своєю жертвою. За стародавнім козацьким повір'ям вважалося, що під землею жертва вічно буде душити свого кривдника, адже вбивцю зв'язували і клали під труну;
— Злочини проти здоров'я: завдання тілесних пошкоджень у нетверезому стані із застосуванням зброї інколи каралося переламуванням однієї ноги. За більшу провину переламували руку і ногу, що фактично означало відлучення від козацького ремесла;
— Військові злочини: дезертирство, програш бою, ухиляння від зайняття посади, на яку козака обрало товариство, пияцтво під час походу.
За здійснення протиправних діянь цієї категорії на злочинця очікувала смертна кара. Нетверезих під час морського походу викидали за борт, а під час сухопутного маршу прив'язували до коня і ганяли по степу, доки винуватець не помирав;
— Майнові злочини: крадіжка, розбій, неповернення боргу.
Залежно від об'єкта зазіхання розрізнялися крадіжка особистого майна та майна всього запорізького товариства. У останньому випадку обвинуваченого очікувала смертна кара. Неповернення боргу тягнуло за собою приковування до лафету гармати. Винний звільнявся лише в тому разі, коли повертав борг, або хтось із родичів чи друзів ручався за нього.
Кара на смерть у Запорозькій Січі мала досить різновидів. Серед простих — обезголовлювання, розстріл та повішення.
Останній вид покарання, як правило, застосовувався до рецидивістів. Мали місце повішення козака догори ногами та ребром за гак. У такому положенні небіжчик продовжував перебувати до того часу, поки кістки не опадали на землю. Інколи застосовувалося посадження на палю. Для того, щоб стратити злочинця, його піднімали кілька осіб і насаджували на штир. Під вагою свого тіла засуджений повільно конав. Зняти небіжчика ніхто не мав права під загрозою смерті.
Найбільш поширеним покаранням серед козаків було приковування злодіїв до ганебного стовпа і забивання буковими киями осіб, що здійснили конокрадство, пограбування купців, порушували військову дисципліну. Винного прив'язували до стовпа і тримали в такому положенні, доки він не помирав. Муки засудженого збільшувалися, бо кожен, хто проходив мимо, міг бити прикутого киями. Процедура, як правило, закінчувалася смертю від фізичних страждань або забиванням людини. Майно загиблого передавалося усьому товариству. Існували також покарання, що спрямовувалися на обмеження козацьких вольностей. Так, за вчинення дрібних правопорушень передбачалося обмеження певних прав, зокрема накладалася заборона обіймати виборних козацьких посад. Тілесно карали переважно за майнові, економічні провини, а на смерть — за злочини проти особи.
При всьому розмаїтті каральних санкцій звичай не передбачав судових виконавців, а в разі страт — катів. Оскільки лицарству не личило бруднити руки кров'ю беззбройної жертви, страта доручалася іншому засудженому на смерть. Якщо ж такого на момент страти не було, то суд відкладав виконання вироку до того часу, поки до в'язниці не потрапляв новий звинувачений.

### Гетьманщина
За часів Гетьманщини на основі звичаєвого права Федором Чуйкевичем було укладено збірку «Суд і Розправа» котрою користувалися при винесення вироків судових рішень.